# Ravi Sirdeshmukh
Ravi Sirdeshmukh (Hindi रवि सरदेशमुख) ist ein indischer Krebsbiologe und Proteomiker. Er ist stellvertretender Direktor des Institute of Bioinformatics (IOB) in Bangalore, Gründungspräsident der Proteomics Society of India sowie Senior Research Advisor am Mazumdar Shaw Center for Translational Research (MSCTR) in Bangalore.

## Karriere
Sirdeshmukh schloss sein Studium in Biochemie an der Osmania University in Hyderabad, Indien, mit einem M.Sc. ab. Anschließend promovierte er am Zentrum für Zell- und Molekularbiologie (CCMB) in Hyderabad. Er war in den USA als Gastforscher an der Washington University Medical School und am National Institute of Health tätig.
Sirdeshmukh arbeitete mehr als zwei Jahrzehnte am CCMB und leitete als Direktor das Proteomik-Labor, bevor er als Distinguished Scientist zum Institute of Bioinformatics (IOB) kam. Er ist daneben als Berater in Neuroonkologieforschung beim Mazumdar Shaw Center for Translational Research (MSCTR) tätig und leitet dort transnationale Forschungsprogramme zu Hirntumoren. Ravi Sirdeshmukh ist Mitglied der Forschungsberatungsgremien mehrerer Institute und Zentren, zum Beispiel der US Pharmacopeia (USP) für Proteintherapeutika, der Human Proteome Organization (HUPO) und der Asian Oceanian HUPO (AOHUPO). Er ist dadurch mit internationalen Forschungsinitiativen wie der Membrane Proteomics Initiative von AOHUPO und dem laufenden Chromosome Centric Human Proteome Project, das von HUPO initiiert wurde, verbunden.
Außerdem ist Sirdeshmukh Gutachter für diverse internationale Proteomik-Zeitschriften und Mitglied des Redaktionsausschusses des International Journal of Proteins and Proteomics. Er ist zudem Gründungspräsident der Proteomics Society India.

## Forschungsgebiet
Seine Forschungsinteressen erstrecken sich auf die Bereiche Protein- und Nukleinsäurebiochemie und seine früheren Arbeiten umfassen RNA-Prozessierung, mRNA-Stabilität, Struktur-Funktions-Beziehung von Ribonukleasen und deren Regulation. In jüngerer Zeit lag sein Interesse auf den Gebieten der Proteomik von Gliomen – einer Hauptklasse von Hirntumoren und Kopf-Hals-Krebs.

## Mitgliedschaften und Positionen
Sirdeshmukh wurde mit Mitgliedschaften in mehreren nationalen und internationalen Gremien geehrt. Dazu gehören
- Mitglied des wissenschaftlichen Beirats: Institut für Zytologie und Präventivmedizin (ICMR, Noida); Institut für Pathologie, (ICMR, Neu-Delhi); Council of Human Proteome Organization; Council of Asian Oceanean HUPO; National Facility for Advanced Proteomics and Protein Research (IICB, Kalkutta); US Pharmacopeia (USA; zuständig für Protein und Glycoproteinanalyse)
- Mitglied des Studienausschusses für Biotechnologie: Osmania University (Hyderabad)
- Mitglied des Redaktionsausschusses: Journal of Proteomics and Bioinformatics
- Gutachter wissenschaftlicher Zeitschriften: Annals of Neurology, Journal of Proteome Research, Proteomics, Proteomics: Clinical Applications,
- Leiter des CSIR Proteomics Network for International Collaborations

## Veröffentlichungen (Auswahl)
- mit Kim, Min-Sik; Pinto, Sneha M.; Getnet, Derese et al. (2014): A draft map of the human proteome. In: Nature 509, S. 575–581 (doi).
- mit Nanjappa, Vishalakshi; Thomas, Joji Kurian; Marimuthu, Arivusudar et al. (2014): Plasma Proteome Database as a resource for proteomics research. In: Nucleic Acids Research 42 (1), S. 959–965 (doi).
- mit Mathivanan, Suresh; Ahmed, Mukthar; Ahn, Natalie G. et al. (2008): Human Proteinpedia enables sharing of human protein data. In: Nature Biotechnology 26, S. 164–167 (doi).
- mit Gautam, Poonam; Shankar, Jata; Madan Curam, Taruna et al. (2008): Proteomic and Transcriptomic Analysis of Aspergillus fumigatus on Exposure to Amphotericin B. In: Antimicrobial Agents and Chemotherapy 52 (12), S. 4220–4227 (doi).
- mit Saxena, Shailendra K.; Ardelt, Wojciech; Mikulski, Stanislaw M.; Shogen, Kuslima; Youle, Richard J. (2002): Entry into Cells and Selective Degradation of tRNAs by a Cytotoxic Member of the RNase A Family. In: Journal of Biological Chemistry 277 (17), S. 15142–15146 (doi:10.1074/jbc.M108115200).